# Communauté de communes de la Terre de Randon
La communauté de communes de la Terre de Randon est une ancienne communauté de communes française, située dans le département de la Lozère et la région Occitanie.

## Historique
Elle est créée le 1er janvier 1999.
Le schéma départemental de coopération intercommunale, arrêté par le préfet de la Lozère le 29 mars 2016, prévoit la fusion de la communauté de communes de la Terre de Randon avec les communautés de communes du canton de Châteauneuf-de-Randon et Margeride Est à partir du 1er janvier 2017.
Elle fusionne, le 1er janvier 2017 avec la communauté de communes du canton de Châteauneuf-de-Randon et la communauté de communes Margeride Est pour constituer la communauté de communes Randon-Margeride.

## Territoire communautaire

### Composition
Elle était composée des communes suivantes :
| Nom                      | Code Insee | Gentilé         | Superficie (km2) | Population (dernière pop. légale) | Densité (hab./km2) |
| ------------------------ | ---------- | --------------- | ---------------- | --------------------------------- | ------------------ |
| Saint-Amans (siège)      | 48133      | Saint-Amaniens  | 9,98             | 155 (2014)                        | 16                 |
| Chastel-Nouvel           | 48042      | Castelnoviens   | 31,50            | 810 (2014)                        | 26                 |
| Estables                 | 48057      | Establiens      | 32,89            | 171 (2014)                        | 5,2                |
| Lachamp                  | 48078      | Coperoches      | 25,89            | 176 (2014)                        | 6,8                |
| Les Laubies              | 48083      | Laubiens        | 22,80            | 171 (2014)                        | 7,5                |
| Ribennes                 | 48126      | Ribennois       | 24,97            | 163 (2014)                        | 6,5                |
| Rieutort-de-Randon       | 48127      | Rieutortais     | 62,34            | 774 (2014)                        | 12                 |
| Saint-Denis-en-Margeride | 48145      | Saint-Dionysais | 38,67            | 172 (2014)                        | 4,4                |
| Saint-Gal                | 48153      | Saint-Galiens   | 9,88             | 97 (2014)                         | 9,8                |
| Servières                | 48189      | Serviérais      | 19,38            | 182 (2014)                        | 9,4                |
| La Villedieu             | 48197      | Villadéens      | 22,79            | 30 (2014)                         | 1,3                |

### Démographie
| 2007  | 2011  | 2012  | 2013  |
| ----- | ----- | ----- | ----- |
| 2 791 | 2 850 | 2 861 | 2 870 |